# أنيت كولب
أنيت كولب (بالألمانية: Annette Kolb) (و. 1870 – 1967 م) هي كاتِبة، وسياسية، وكاتبة سير ألمانية، ولدت في ميونخ، توفيت في ميونخ، عن عمر يناهز 97 عاماً.

## جوائز
حصلت على جوائز منها:
- جائزة غوته (1955)
- جائزة الأدب لمدينة ميونيخ  [لغات أخرى]‏ (1950)
- جائزة غرهارت هاوبتمان  [لغات أخرى]‏ (1931)
- نيشان صليب قائد فرسان من رتبة استحقاق جمهورية ألمانيا الاتحادية
- وسام جوقة الشرف من رتبة فارس
- وسام الاستحقاق البافاري
- وسام الاستحقاق للفنون والعلوم.

## وصلات خارجية
- أنيت كولب على موقع IMDb (الإنجليزية)
- أنيت كولب على موقع مونزينجر (الألمانية)
- أنيت كولب على موقع ألو سيني (الفرنسية)
- أنيت كولب على موقع أول موفي (الإنجليزية)
- أنيت كولب على موقع كينوبويسك (الروسية)